# Rag and Bone
Rag and Bone è un brano musicale del gruppo musicale rock The White Stripes, nona traccia dell'album Icky Thump del 2007 e secondo singolo estratto dall'album. Il brano è stato pubblicato in versione vinile 7". Con 120 000 copie ed una incisione del volto della batterista Meg White.
La canzone è raccontata dal punto di vista di due collezionisti di ossa e stracci, interpretato da entrambi i componenti della band Jack White e Meg White. La canzone si alterna tra cori ed una narrazione parlata.

## Tracce
1. Rag and Bone
2. Icky Thump